# 佐洛托列琴斯克
佐洛托列琴斯克（羅馬化：Zolotorechensk）是俄罗斯外贝加尔边疆区的市级镇，属奥洛维扬纳亚区，位于外贝加尔边疆区东南部，在区行政中心奥洛维扬纳亚东偏北、边疆区首府赤塔东南方。
该地2021年人口有949人；2010年人口1,442；2002年人口2,033；1989年人口6,066。